# メロディカ・メン
メロディカ・メン(Melodica Men)は、アメリカ合衆国のフロリダ州ジャクソンビルで活動する2人組の鍵盤ハーモニカバンドである。『春の祭典』『くるみ割り人形』といった古典名曲を鍵盤ハーモニカで演奏した動画をFacebookやYouTubeで発表し、注目を集めた。なおメロディカとは、鍵盤ハーモニカの異称の一つである。

## メンバー
ジョー・ブオノ(Joe Buono)バストロンボーン演奏と音楽教育の2つの修士号を持ち、卒業後は演奏家や教育者として活動している。
トリスタン・L・クラーク(Tristan Lane Clarke)トランペット奏者で、2016年からはジャクソンビル交響楽団の首席トランペット奏者を務めている。

## 経歴
構成員の2人はボルチモアにあるピーボディ音楽院(Peabody Institute)の出身で、在学中に知り合った。2人が鍵盤ハーモニカ演奏を始めたきっかけは、ブオノが祖父の家で古い鍵盤ハーモニカを発見したことであった。楽器は古すぎて壊れていたが、楽器に興味を持ったブオノは、母から卒業祝いとして新品を入手した。ブオノは当時クラークのいたノースカロライナ州シャーロットを訪ね、クラークに楽器を紹介した。クラークも30秒演奏してみただけで気に入り、自分の楽器を注文した。その後、2人は数週間練習を重ねた。2016年7月、家族に会いにクラークが向かったシアトルにブオノも訪れ、2人は街頭で演奏を行った。演奏は好評で、10日間で2000ドルを稼ぎ出した。この収入を充当し2人はクラークの父が住むパリに向かい、パリの街頭でも演奏を行った。
2016年7月にFacebookで公開した最初のビデオは3400回再生された。その後のビデオも再生回数は最大で4000回程度であったが、2016年9月に発表した『春の祭典』はそれまでのビデオとは異なる大きな注目を集めた。冒頭のファゴットソロや弦の連打など、ストラヴィンスキーの曲調が巧妙に反映された演奏は、1日で150万回再生され、Youtubeでも30000回以上再生された。
その後も2人はさまざまな楽曲の演奏動画を発表した。2016年10月にはモーツァルトの『トルコ行進曲』を、12月にはチャイコフスキーの『くるみ割り人形』からの抜粋で構成した『Nutcracker Mini Suite』を発表、1週間で100万ビューを得た。2017年1月には『カルメン幻想曲』を発表した。2月に発表したピアソラの『リベルタンゴ』では、曲中にベートーヴェンの『エリーゼのために』を織り込む新趣向を見せた。
知名度が上がるにつれ、動画公開以外で演奏を披露する機会も増えている。2016年12月には地元局WJCTで生演奏を披露した。2017年6月にはABCの番組『ザ・ゴングショー』に出演、初の全国ネット番組への出演を果たした。